# Marina olympique du Roucas-Blanc
La Marina olympique du Roucas Blanc aussi connue sous le nom de stade nautique du Roucas-Blanc est une base nautique située à Marseille. Durant l'été 2024, la Marina accueille les compétitions de voile, dans le cadre des Jeux olympiques d'été de Paris.
La base nautique devrait elle-même accueillir 600 bateaux de courses. Ces aménagements concerneront le parc balnéaire du Prado situé au sud du stade. Le village olympique devrait être construit près du parc Chanot, à proximité immédiate du stade Vélodrome.

## Historique

### Sélection du site
La sélection du site était connue depuis 2017, mais se précise à partir de 2019. Le site est privilégié par les infrastructures déjà existantes bien que maigres. Quelques protestations ont cependant vu le jour du côté de la majorité municipale marseillaise de gauche passée en 2020, pour des raisons économiques concernant la construction du site, 25 millions d'euros, avec uniquement 3 millions d'euros pris en charge par l'État,. C'est donc pour des raisons d'économie que la tribune provisoire de 5 000 places qui devait être aménagée sur la Corniche à l'ouest du stade entre l'hôtel Palm Beach et le monument aux Rapatriés a finalement été retirée du projet.

### Rénovation du site
À partir de 2019, la mairie de Marseille met en place une consultation pour que les entreprises puissent intervenir lors du chantier. Les travaux débutent dès mi-2021 jusqu'en mai 2024. On compte 8 000 m² de bâtit et 22 000 m² d'aménagement extérieur. On compte 6 constructions de nouveaux bâtiments dont un spécifiquement dédié au Pôle France de voile, mais aussi une nouvelle digue et des ouvrages hydrauliques permettant de protéger le site et favoriser une biodiversité nouvelle.
Le site est inauguré le 2 avril 2024 en présence du président du comité d'organisation Tony Estanguet.